# یواس‌اس جورج‌تون (ای جی-۱۶۵)
یواس‌اس جورج‌تون (ای جی-۱۶۵) (به انگلیسی: USS Georgetown (AG-165)) یک کشتی بود که طول آن ۴۴۱ فوت ۶ اینچ (۱۳۴٫۶ متر) بود. این کشتی در سال ۱۹۴۵ ساخته شد.